# Homalocnemis inexpleta
Homalocnemis inexpleta är en tvåvingeart som beskrevs av Collin 1928. Homalocnemis inexpleta ingår i släktet Homalocnemis och familjen Homalocnemiidae. Inga underarter finns listade i Catalogue of Life.